# Иллюмината из Тоди
Иллюмината (умерла 29 ноября 303) — святая мученица из Тоди. День памяти — 29 ноября.
По преданию, святая Иллюмината родилась в Палаццоло (Palazzolo), недалеко от Равенны, и носила имя Кейсария. Её родители были арианами или язычниками. По святом крещении она приняла имя Иллюмината. О крещении святой её отец сообщил префекту Равенны Севастиану, который хотел жениться на ней. Святая Иллюмината была брошена в темницу, но святой ангел освободил её и привёл на Соляную дорогу. Оттуда она отправилась в Умбрию, где явила много чудес. Там к ней присоединились родители, которые тем временем обратились ко Господу.
Молодая женщина жила в скитах неподалёку от Тоди. Префект Мартаны (Martana) бросил её в темницу, где она скончалась вместе со своими родителями 29 ноября 303 года, во времена императора Диоклетиана.
Их тела были похоронены в одном месте — в Папиньяно (Papiniano) или Баньо ди Папиньо (Bagno di Papinio), что в двух милях от города, в то время как рука св. Иллюминаты была доставлена в Тоди и помещена в монастырь Милиции (monastero delle Milizie).
У жития имеются несколько более или менее одинаковых редакций, похожих на элементы житий других святых: гречанки Фотины (лат.: Illuminata), Фирмины из Амелии и Фелициссимы, почитаемых почитаемой в Тоди и Перудже.
В честь св. Иллюминаты были освящены храмы в Тоди, в монастырь камальдулов (monastero camaldolese) в Тоди, а также в Монтефалько, в Монтелето ди Губбио, в Алвиано и в Абруццо.